# Дювалье, Жан-Клод
Жан-Клод Дювалье (гаит. креол. Jan Klod Divalye, фр. Jean-Claude Duvalier, известный также под прозвищем Бэби Док, фр. Bébé Doc, англ. Baby Doc; 3 июля 1951, Порт-о-Пренс — 4 октября 2014, там же) — гаитянский государственный деятель, пожизненный президент Гаити после смерти своего отца Франсуа Дювалье в 1971 году вплоть до свержения в 1986 году генералом Анри Намфи. В 19-летнем возрасте стал самым молодым президентом в мире. После свержения бежал за границу, поселился во Франции. В 2011 году вернулся на родину.

## Биография

### Преемник «Папы Дока»
Жан-Клод Дювалье родился 3 июля 1951 года в Порт-о-Пренсе в семье экс-министра здравоохранения Гаити Франсуа Дювалье, ставшего затем президентом страны и получившего прозвище «Папа Док». С конца 1970 года Франсуа Дювалье начал всерьёз подумывать о преемнике. 31 января 1971 года в стране состоялся референдум, позволяющий Жан-Клоду унаследовать от отца власть. На вопрос «Гражданин доктор Франсуа Дювалье выбрал гражданина Жан-Клода Дювалье своим преемником на пост пожизненного президента республики. Отвечает ли этот выбор вашим устремлениям и желаниям? Вы его одобряете?» 100 % проголосовавших ответили «да». 14 апреля Жан-Клод с центрального балкона Национального дворца принимал военный парад по случаю дня рождения своего отца. Спустя неделю «Папа Док» скончался, после чего Жан-Клод Дювалье занял пост пожизненного президента Гаити в возрасте 19 лет, став самым молодым президентом мира. Дювалье-младший получил прозвище «Бэби Док».

### Президентство
Став президентом, он ослабил давление на СМИ и разрешил публичную критику в свой адрес. В конце 1972 был отправлен в отставку и эмигрировал известный своей жестокостью многолетний руководитель террористического аппарата Люкнер Камбронн. Однако в целом Дювалье-младший продолжал прежний курс дювальеризма. Как и его отец, Дювалье-младший опирался на гвардию «тонтон-макутов», которые контролировали страну с помощью насилия и запугивания.
22 июля 1985 года в стране состоялся референдум о внесении поправок в Конституцию, в числе которых подтверждение Жан-Клода Дювалье в качестве пожизненного президента Гаити, предоставление ему права избирать преемника и назначать премьер-министра, а также разрешение организации политических партий при условии, что они дадут клятву верности президенту. За принятие поправок в конституцию проголосовало 99,98 % граждан страны. 28 ноября того же года во время антиправительственного выступления в Гонаиве солдаты открыли огонь по толпе, в результате чего погибли трое студентов. Это событие вызвало волну демонстраций по всей стране. 8 января 1986 года студенческий бойкот вынуждает власти закрыть школы и университеты, а 18 января был разогнан первый крупный протест в Порт-о-Пренсе; Дювалье ввёл осадное и военное положение. 28 января в Гонаиве в ходе одной из крупнейших демонстраций против президента силы безопасности вновь открыли огонь по толпе, в результате чего погибли три и были ранены 30 человек. 7 февраля под давлением властей США Жан-Клод Дювалье и члены его семьи покинули страну.
Правозащитные организации заявляли, что за годы правления отца и сына на Гаити были убиты от 40 до 60 тыс. политических противников. Сам Дювалье отрицал заключение в тюрьму или убийство собственных противников, воровство, а также не признавал себя диктатором, говоря: «Если бы я был диктатором, я бы сделал всё, что в моих силах, чтобы остаться у власти».

### Эмиграция
В 1986 года два гражданина Гаити — Жерар Жан-Жюст и Этцер Лаланэ предъявили иск в суд США от своего собственного имени и от имени гаитянского народа против семьи Дювалье, обвинив свергнутого президента в незаконном присвоении государственных средств, а также в ограничении свободы вероисповедания Жерару Жан-Жюста и в применении к Этцеру Лаланэ физических и психологических пыток в годы режима Дювалье. 8 января 1988 года окружной суд штата Флориды удовлетворил иски против супругов Дювалье, постановив выплатить в качестве компенсации за причинённый моральный ущерб $1 млн. Жерару Жан-Жюсту и $750 тыс. Этцеру Лаланэ и вернуть гаитянскому народу $500 млн незаконно присвоенных средств.
Попытки заморозить счета Дювалье окончились конфискацией принадлежавшей ему виллы в Каннах в 1994 году. В 2002 году швейцарские власти заморозили все счета семьи Дювалье.
В 2007 году свергнутый президент обратился к гаитянам с просьбой простить его «за ошибки, совершённые во время правления». Федеральное управление юстиции Швейцарии в феврале 2009 года приняло решение о передаче Гаити заблокированных на счетах в Швейцарии фондов Дювалье $4,6 млн.. Однако в январе следующего года швейцарский суд постановил передать заблокированные в банке Лихтенштейна деньги бывшего президента его сыну, но спустя месяц Федеральный Совет вновь заморозил активы Дювалье.

### Возвращение на родину
16 января 2011 года Дювалье рейсом авиакомпании Air France в сопровождении своей подруги Вероники Руа вернулся из Франции на Гаити после 25-летнего изгнания. Сойдя с борта самолёта в аэропорту Порт-о-Пренса, где его встречали более 200 человек, в том числе несколько министров его прежнего правительства, Жан-Клод Дювалье заявил журналистам: «Я приехал, чтобы помочь народу Гаити и выразить ему свою солидарность». По словам Руа, задуматься о возвращении на родину бывшего диктатора заставило разрушительное землетрясение 12 января 2010 года. 18 января Дювалье был задержан в гостинице Порт-о-Пренса гаитянской полицией и доставлен в суд для допроса, после чего ему предъявили обвинения в коррупции и незаконном присвоении денежных средств.

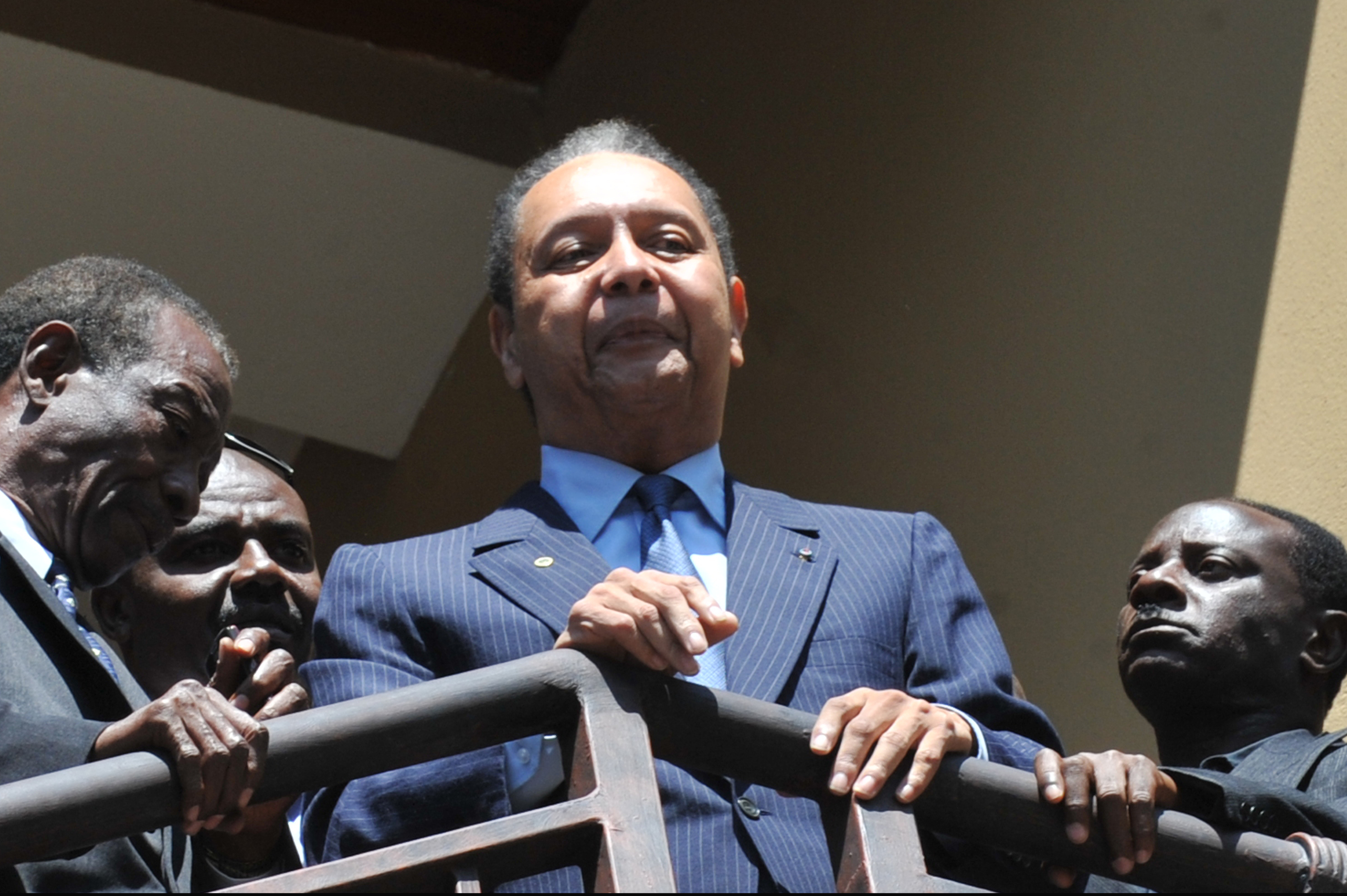
Дювалье после возвращения на родину

Умер в своём доме в Порт-о-Пренсе 4 октября 2014 года в результате инфаркта.

## Личная жизнь
В 1980 году Жан-Клод Дювалье женился на Мишель Беннетт, а в 1983 году у них родился сын Франсуа Николя. В 1990 году супруги Дювалье развелись.

## Интересные факты
- В списке самых коррумпированных политиков в новейшей истории, опубликованном международной организацией Transparency International в 2004 году, Жан-Клод Дювалье занял седьмое место[26].